# 채지훈
채지훈(蔡智薰, 1974년 3월 5일~)은 대한민국의 은퇴한 쇼트트랙 선수이다.
1994년 동계 올림픽 500m에서 금메달, 1000m 은메달을 획득하며 우리나라 쇼트트랙의 간판스타로 자리매김했다. 1995년 세계 선수권 대회에서는 1500m, 500m, 3000m, 개인종합에서 4관왕을 하며, 개인종합우승을 하였으며, 이후 1995 유니버시아드 대회 4관왕, 1996 아시안게임 3관왕, 1998년 동계 올림픽 5000m 계주에서 은메달을 따는 등 화려한 성적을 올렸다.
이후 그는 계속 학업에 정진하여 2008년 연세대학교 대학원에서 사회체육학 박사학위를 받았으며, 지도자·경기 임원·방송 해설자로 활동하고 있다. 2006년부터 2016년까지 그는 국제빙상연맹 쇼트트랙 기술분과위원으로 활동했었다. 또한 2006-2007 시즌에는 미국 쇼트트랙 국가대표팀 감독으로 활동하며 아폴로 앤턴 오노를 가르친 경력도 있다.  그는 현재 인천 선학빙상장에서 선수들을 지도하고 있다.